# Johnny Dorelli
Johnny Dorelli, właśc. Giorgio Guidi (ur. 20 lutego 1937 w Mediolanie) – włoski piosenkarz i prezenter telewizyjny, dwukrotny zwycięzca Festiwalu Piosenki Włoskiej w San Remo: w 1958 za piosenkę „Nel blu dipinto di blu” i w 1959 za „Piove”. Obydwa utwory śpiewał w duecie z Domenico Modugno. Jako prezenter prowadził telewizyjny konkurs piosenkarski Canzonissima. Aktor filmowy, telewizyjny i teatralny. 

## Biografia i kariera artystyczna

### Okres amerykański
Giorgio Guidi urodził się jako syn piosenkarza Aurelio Guidiego (1908–1958), który w 1946 roku wyjechał ze swoją rodziną z Włoch do Stanów Zjednoczonych, gdzie pod pseudonimem Nino D'Aurelio śpiewał piosenki włoskie i neapolitańskie odnosząc znaczące sukcesy. Giorgio Guidi w wieku lat dwunastu został uczniem High School of Art di New York, w której uczył się śpiewu i gry na fortepianie oraz na kontrabasie. Pod koniec lat 40. został zauważony i wylansowany przez Percy Faitha w programie telewizyjnym Ken Murray Show, po czym rozpoczął występy w teatrach Nowego Jorku i New Jersey towarzysząc Lucille Ball. Później występował w programach telewizyjnych, dzięki którym zyskał dużą popularność. Podczas jednego z występów spotkał Mike’a Bongiorno, prowadzącego programy dla Włochów w Ameryce. Bongiorno zaprzyjaźnił się z jego ojcem i zaproponował Giorgio Guidiemu występy w telewizji. Wówczas to młody artysta przybrał pseudonim Johnny Dorelli, którego ostatni człon był zniekształceniem amerykańskiej wymowy D'Aurelio: „Dou-re-llii”.

### Okres włoski

#### Lata 50. i 60.
Zdobywszy popularność w Ameryce Dorelli w 1956 roku powrócił do Włoch. Podpisał kontrakt z wytwórnią CGD. W 1957 roku wziął udział w festiwalu w Como. W 1958 roku wystąpił na Festiwalu Piosenki Włoskiej w San Remo zajmując pierwsze miejsce z piosenką „Nel blu dipinto di blu” (śpiewaną w parze z Domenico Modugno). W 1959 roku powtórzył ten sukces z piosenką „Piove” (również w parze z Domenico Modugno). Z cienia Modugno usiłował wyjść w kolejnych edycjach Festiwalu w latach 1960–1963, występując w parze z Betty Curtis i Joe Sentierim. Wylansował nowe piosenki, między innymi „Love in Portofino” (przyczyniając się do jej międzynarodowego sukcesu), „Boccuccia di rosa”, „Montecarlo”, „Speedy Gonazales”, „My funny Valentine”, „Calypso melody”, „My funny Valentine (Fantastica) ”, „Era settembre”, „Se tornassi tu” i „Una marcia in fa”. Poszerzył zakres swych zainteresowań artystycznych dając się poznać jako prezenter telewizyjny. Uczestniczył w realizacji takich programów jak: Johnny 7, Johnny sera, Alta fedeltà, Il giardino d'inverno, Il signore delle 21. Prowadził też wszystkie edycje programu Canzonissima. W 1967 roku za program Johnny 7 otrzymał nagrodę Pagella d’oro, przyznawaną za realizację najlepszej audycji telewizyjnej roku. Przez najbliższe trzy lata prowadził niedzielny program radiowy Gran Varietà. W 1967 roku powrócił na Festiwal w San Remo śpiewając piosenkę „L'immensità”, która stała się jego dużym sukcesem. Życie artystyczne dzielił między muzykę, film i telewizję. W 1969 roku wystartował po raz ostatni na Festiwalu w San Remo, tym razem w parze z Cateriną Caselli; na Festiwal powrócił w roku 1990, jako prezenter.

#### Lata 70. i późniejsze
W latach 70., nie zaniedbując działalności wokalnej („L’appuntamento, „Il gioco dell’amore”, „Per chi”, „Non so più come amarlo”, „Una serata insieme a te” – dwie ostatnie śpiewane w parze z Catherine Spaak; „Le rose sono rosse”, „Che bestia”) Dorelli poświęcił się pracy w kinie i w teatrze. Na dużym ekranie zadebiutował jeszcze w latach 50. grając niewielkie role w takich filmach jak: Cantando sotto le stelle, Totò, Peppino e le fanatiche, La ragazza di piazza San Pietro, Tipi da spiaggia, Destinazione Sanremo. Pierwszym jego filmem, w którym zagrał główną rolę był Arriva Dorellik w reżyserii Steno (1968). Dorelli był wykonawcą włoskiej wersji ścieżki dźwiękowej z filmów Love Story i Ojciec chrzestny. Później współpracował z takimi reżyserami jak: Giuliano Montaldo, Nanni Loy, Luigi Magni, Marco Vicario, Pasquale Festa Campanile, Luigi Zampa, Luciano Salce.
W 1974 wystąpił u boku Nino Manfrediego w komedii Franco Brusatiego Chleb i czekolada. W 1975 wziął udział w komedii muzycznej Aggiungi un posto a tavola spółki autorskiej Garinei i Giovannini.
W teatrze Dorelli wystąpił w takich sztukach jak: Accendiamo la lampada, Ma per fortuna c'è la musica, Una bottiglia piena di ricordi, Se devi di re una bugia dilla grossa, Promesse promesse, Niente sesso siamo inglesi.  W 1983 roku Dorelli  powrócił do telewizji jako prezenter programu Premiatissima, emitowanego przez Canale 5, a następnie wystąpił w programach Pinocchio i La coscienza di Zeno (1988), Finalmente venerdì.
W 2007 roku wystąpił (po raz ósmy) na Festiwalu w San Remo z piosenką „Meglio così”.